# Junk Jack
Junk Jack es un videojuego sandbox de acción y aventura del desarrollador italiano Pixbits, lanzado originalmente para iOS en 2011. Una secuela titulada Junk Jack X fue lanzada el 29 de agosto de 2013. Junk Jack X ha sido renombrado recientemente a Junk Jack, y el original se ha cambiado el nombre del juego a Junk Jack Retro.

## Jugabilidad
Junk Jack es un juego sandbox en 2D en el que el jugador recolecta recursos y tiene como objetivo explorar y sobrevivir en un entorno generado aleatoriamente lleno de tesoros y secretos ocultos, lleno de biomas en la superficie y bajo tierra.

## Resumen
Como todos los juegos sandbox, el juego no tiene objetivos claros y no tiene una trama concreta; el jugador crea su propia historia basada en su experiencia individual. Sin embargo, Junk Jack X contiene elementos que se pueden obtener para viajar a otros mundos, una acción que el juego recomienda encarecidamente a los jugadores.

## Desarrollo
El desarrollador y codificador es Jacopo Santoni (Jack), y el artista de gráficos / sfx es Silvio Eusebio (XsX). La pareja se conoció en el modo multijugador de Minecraft y decidió colaborar en un juego similar para iPhone; en ese momento no había juegos sandbox de iOS.

## Recepción

### Junk Jack
El juego tiene una calificación Metacritic del 85% basada en 11 críticas.

Slide to Play describió el juego como divertido y adictivo, mientras que 148Apps lo consideró imprescindible para los amantes del género de creación de cajas de arena. Pocket Gamer notó que tenía una curva de aprendizaje alta, pero que era agradable una vez que el jugador se adaptaba. Multiplayer.it, incluso dijo que era mejor que Minecraft: Pocket Edition.

### Junk Jack X
El juego tiene una calificación metacrítica del 83% basada en 7 críticas.
Touch Arcade señaló que agregó nuevas características a la caja de arena y se basó en el éxito de sus precuelas, sin reinventar drásticamente el género. Pocket Gamer razonó que el juego no convertiría a los no creyentes al género. Gamezebo apreció la relajación adicional que hace el juego para ayudar a mantener a los jugadores que pueden haber dejado Junk Jack debido a la frustración por la dificultad.
El 27 de abril, Pixbits lanzó Junk Jack X para Steam, pero ahora han devuelto el juego al título original "Junk Jack".